# Галло-римляне

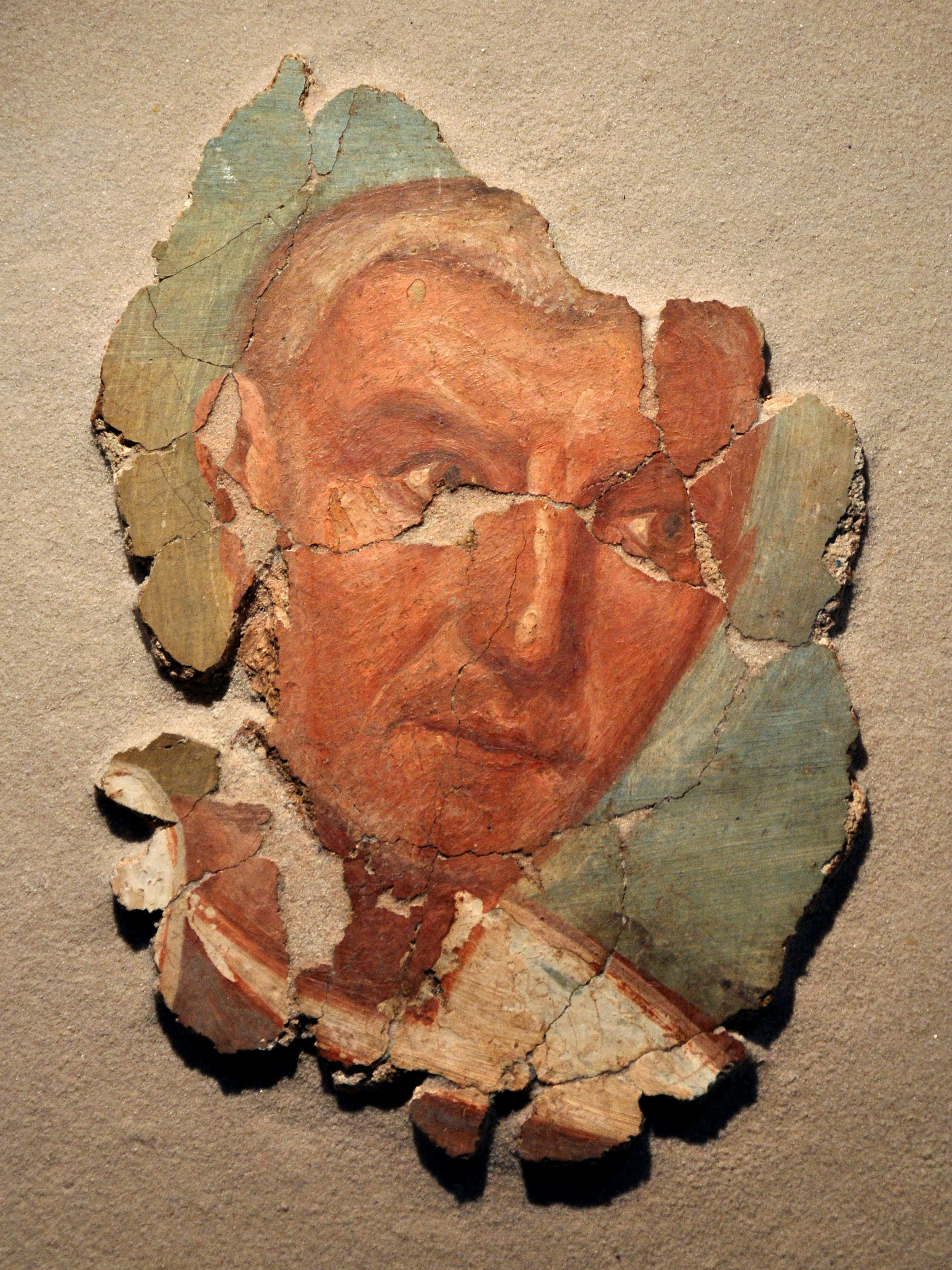
Фреска галло-римлянина из Эврё, 250—275 год н. э.

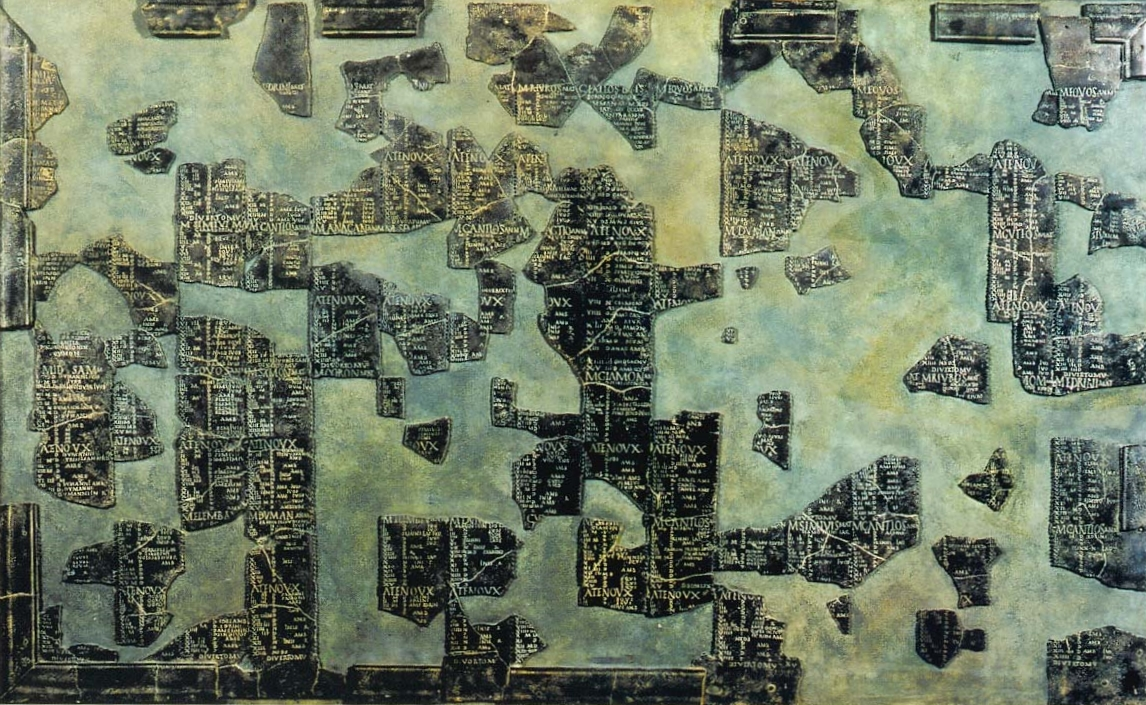
Галло-римский календарь II века из Колиньи (составлен на основе кельтского календаря и выполнен латинскими заглавными буквами на галльском языке)

Галло-римляне (фр. Les Gallo-Romains, нем. Welske) — условное название основного населения римской провинции Галлия, сформировавшееся в результате прогрессивной ассимиляции и античной романизации доримского кельтского населения — галлов — римлянами, особенно в южной половине провинции, в Аквитании и Провансе.
Смешанное романизированное население стало преобладающим в Галлии уже к III веку, а к началу V века кельтское население полностью ассимилировалось (за исключением бретонов на полуострове Бретань, вытесненных германскими племенами из Британии в V—VII века)[уточнить].
Галло-римляне поздней античности составили культурно-языковую основу для формирования современной французской нации, а также бельгийских валлонов и франко-швейцарцев, и, кроме того, оказали влияние на испанскую Каталонию и итальянские диалекты к северу от линии Специя-Римини.

## Цизальпинская и Трансальпинская Галлия
Под словом «Галлия» в древнеримском государстве подразумевали две территории, населённые кельтами: Цизальпинскую Галлию и Трансальпинскую Галлию.
Цизальпинская Галлия находилась на севере Италии, из неё некоторые галльские племена были вытеснены, а земли заселены римлянами и италиками. Другие цизальпинские галльские племена остались в северной Италии, превратились в «союзников» римлян и вскоре слились с римлянами.
Трансальпинская Галлия приблизительно совпадала с нынешней Францией. Даже спустя столетия после завоевания римлянами галлы составляли в ней подавляющее большинство населения; лишь в крупных городах и на южном побережье жило много потомственных римлян. Тем не менее, со временем потомки галлов не только стали называть себя римлянами, но и утратили свой язык, полностью перейдя на латынь. Именно население Трансальпинской Галлии и называют галло-римлянами.

## Подгруппы галло-римлян
Сами по себе галло-римляне не были «моноэтничны». Историки выделяют две подгруппы романского населения Галлии — одна проживала в Окситании, а другая в Нейстрии. Окситанцы — бывшее население римских провинций Аквитании и Нарбонская Галлия — наиболее романизированное и в меньшей мере подвергшееся германскому влиянию, у них выделился свой провансальский язык и свои культурные особенности. Население Нейстрии — бывшие жители римских провинций Бельгика и Лугдунская Галлия, подвергшиеся более сильному влиянию франков, имевшие более многочисленные франкские поселения, но всё же сохранившие свой романский язык. Подобное разделение впоследствии сохранилось на культурном уровне и делении современного французского языка на диалектические группы «ойль» и «ок».

## Галло-римская государственность
Отдельным государственным образованием галло-римлян на некоторое время стала Галльская империя, существовавшая в 260—274 годах на территории римских провинций Галлия, Испания и Британия.
Сопротивление галло-римского народа германским завоеваниям в V веке нашло своё отражение в формировании государства под предводительством римского наместника Сиагрия, сформировавшего Галло-римский домен и оказывавшего успешное сопротивление германским силам в 464—486 годах вплоть до его падения в результате нападения войск франкского предводителя Хлодвига I .

## Германские элементы
Уже с конца IV века на территории Галлии, особенно на северо-востоке, начинают заселяться германские племена — франки, алеманны, бургунды, вестготы. На протяжении первых столетий Средневековья романское население Галлии проживает в условиях безраздельного господства германцев, составивших основу правящего класса. Так, жизнь простого германца была вдвое дороже жизни галло-римлянина, которые получили презрительное прозвище «уэльски» (Welske, то есть валахи) — германский по происхождению экзоэтноним для всех народов, говорящих на народной латыни. Королевство франков, изначально слабое и разделённое, впоследствии сумело объединить под своим началом большинство земель европейской части Западной Римской империи. Постепенно германцы растворились в романоязычной среде, а галло-римляне вместе с ассимилированными германскими племенами положили начало формирования современных французов и французской государственности.

## Аналогии
В ходе аналогичного процесса античной романизации в других провинциях империи во времена поздней античности сформировались субэтнические романоязычные группы: иберо-римляне в Иберии, дако-римляне в Римской Дакии и на Балканах, различные группы итало-римлян в регионах Италии и на Сицилии. Все они, смешавшись с варварскими племенами в ходе раннего Средневековья, положили начало современным народностям романской Европы: итальянцев, испанцев, португальцев, румын, молдаван и других.